# Bataille d'Arbedo

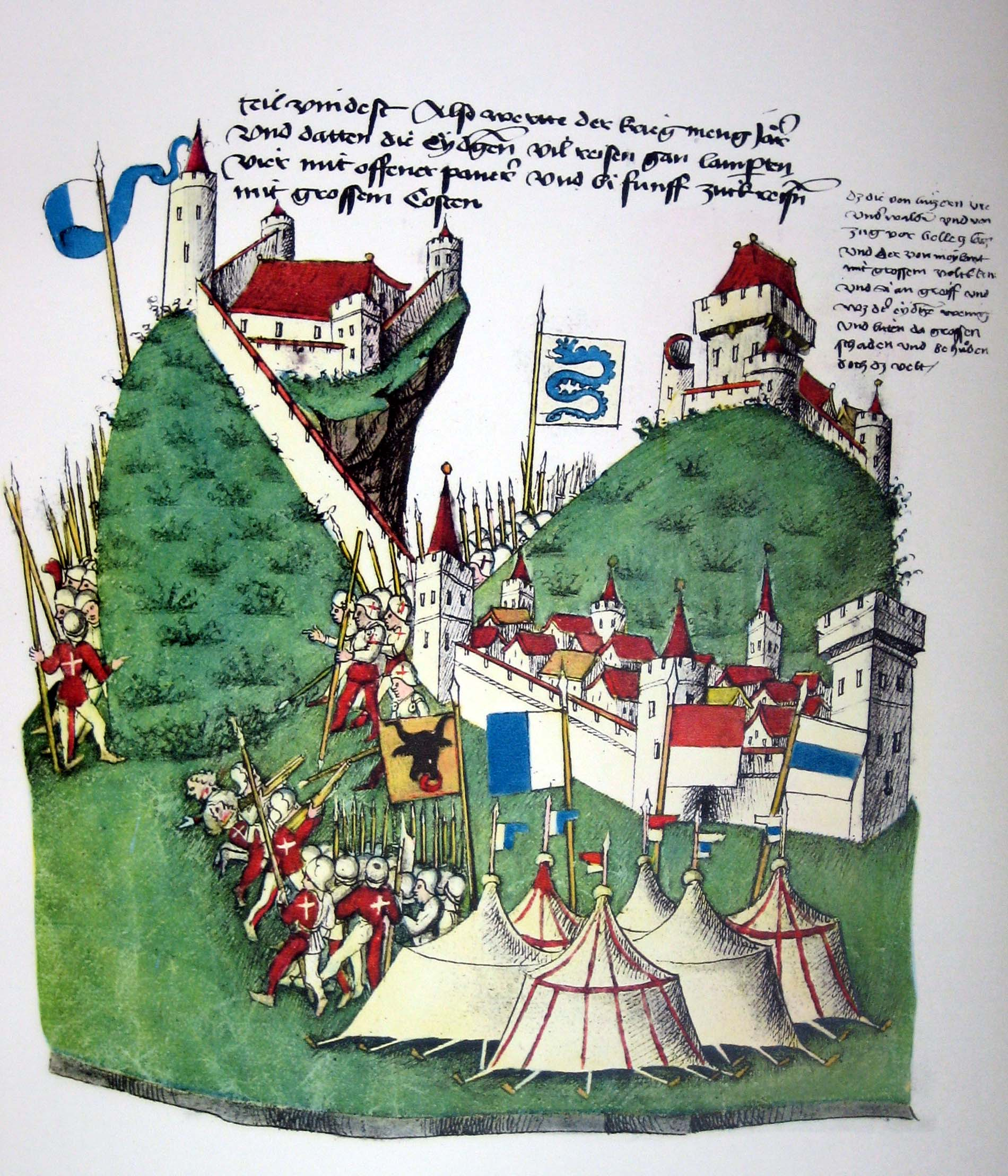
La bataille d'Arbedo sur la chronique illustrée de Tschachtlan.

La bataille d'Arbedo eut lieu le 30 juin 1422 près du village éponyme au Tessin entre les troupes du duc de Milan, Philippe Marie Visconti, dirigées par Francesco Bussone, surnommé le Carmagnola, et les troupes uranaises, leurs alliés nidwaldiens, lucernois et zougois. Ce fut une victoire milanaise et un coup d'arrêt temporaire à l'expansion des Confédérés au sud des Alpes, Milan récupérant les vallées du Tessin alors aux mains de la Confédération.

## Situation
Durant tout le début du XVe siècle, les cantons confédérés, en particulier Uri, ont tenté de prendre possession du versant sud du massif du Saint-Gothard.
En 1403, la Léventine devint une possession uranaise ; plusieurs campagnes menées entre 1407 et 1418 permit aux Uranais et aux Obwaldiens de contrôler le val d'Ossola, le val Maggia et le val Verzasca.
En 1419, ils rachètent Bellinzone. Le duc de Milan, qui désirait récupérer ces territoires, lança une contre-offensive en 1422.

## Les combats

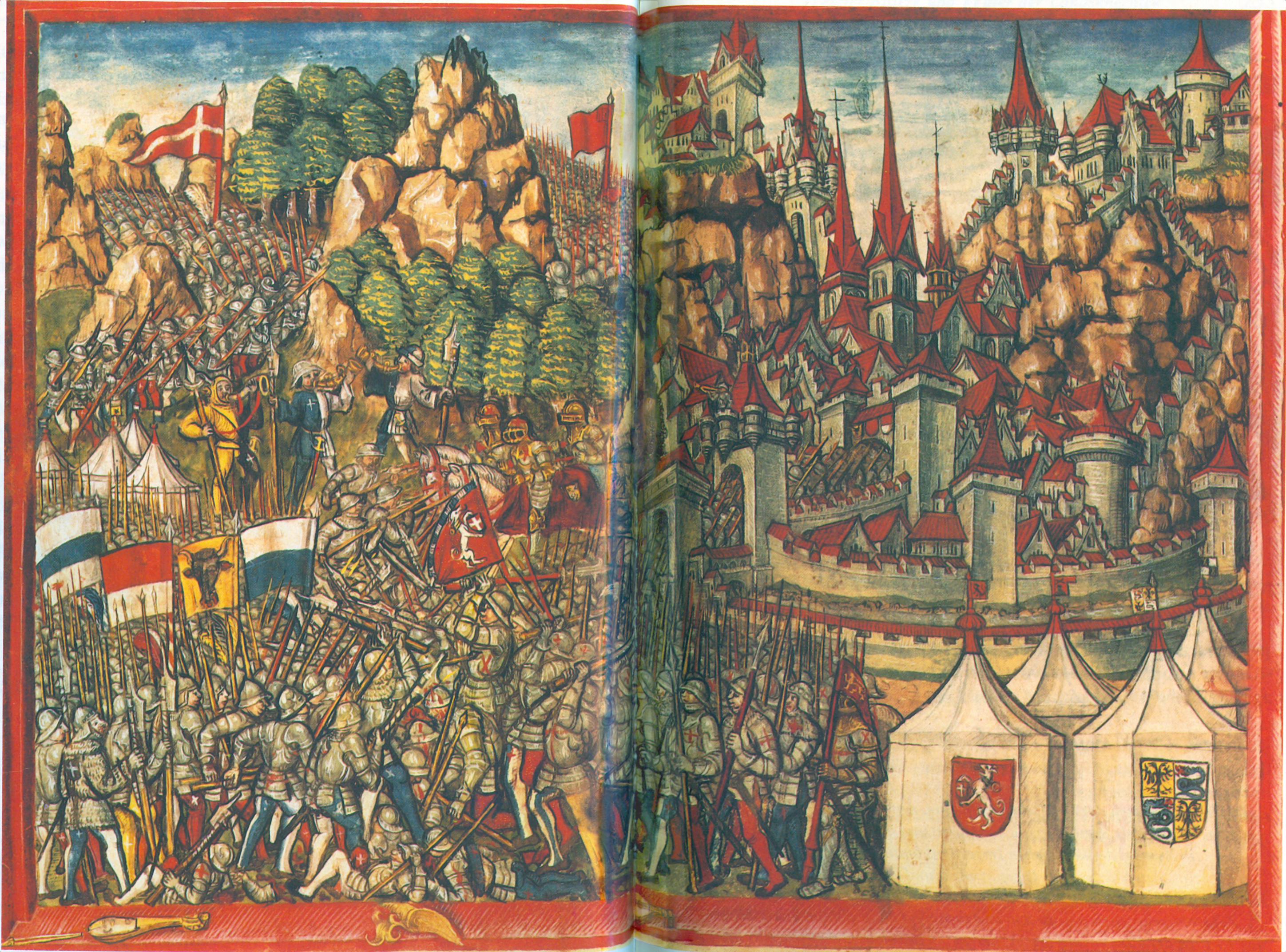
Représentation de la bataille d'Arbedo dans la chronique de Lucerne (1515).

Dès le mois d'avril 1422, les troupes milanaises, sous la direction de Francesco Bussone s'empara de Bellinzone, de Blenio, de la Riviera et de la Léventine jusqu'au mont Piottino.
Uri et ses alliés, Nidwald, Lucerne et Zoug, lève une armée de 2 500 soldats et essaie de récupérer Bellinzone. Le siège de la cité est infructueux et ces troupes doivent se retirer à proximité d'Arbedo en attendant les renforts de Schwytz, Glaris et Zurich.
Les troupes confédérées, en attendant ces renforts, se livrèrent au pillage de la Mesolcina ; les Milanais en profitèrent pour rassembler une armée de 16 000 hommes qui attaqua au petit matin du 30 juin le camp suisse.
Supérieur en nombre, les troupes de Bussone repoussent dans un premier temps les Suisses contre le mont Arbino, mais ces derniers, soutenus par les pillards revenus les aider, percèrent les lignes milanaises, traversèrent la Moesa et battirent en retraite.
Les renforts attendus arrivèrent trop tard, et plusieurs centaines de morts furent dénombrées dans chaque camp.

## Conséquences
À la suite de cette défaite, toutes les possessions helvétiques en aval du mont Piottino tombèrent aux mains du duché de Milan. Le capitulat de 1426 rétablit certaines franchises douanières, mais les Confédérés resteront profondément divisés sur la politique italienne à conduire jusqu'à la fin des guerres d'Italie.